# Krakszle (okręg wileński)
Krakszle (lit. Krokšliai) − wieś na Litwie, w gminie rejonowej Soleczniki, 4 km na wschód od Jaszunów, zamieszkana przez 13 ludzi. Przed II wojną światową w Polsce, w powiecie wileńsko-trockim województwa wileńskiego.